# Lanceoppia piffli
Lanceoppia piffli är en kvalsterart som beskrevs av Hammer 1968. Lanceoppia piffli ingår i släktet Lanceoppia och familjen Oppiidae. Inga underarter finns listade i Catalogue of Life.